# Sarmati
Sarmati (lat. Sarmatæ, grč. Σαρμάται); su starovjekovni iranski narod. Imali su važno kulturno-političko središte u 5. stoljeću pr. Kr. u južnoj Ukrajini, Rusiji i manjim prostorima istočnog Balkana. Nestali su s tih prostora provalom Huna, Gota i nekih turkijskih plemena u istočnu Europu početkom 4. stoljeća. 
Sarmate su u kulturološkom smislu dovodi u vezu sa Skitima koji su svoje središte također imali na istim područjima. Određeni povjesničari upućuju da su Hrvati također imali snažne veze sa Sarmatima što se donekle nadopunjuje s teorijom o iranskom podrijetlu Hrvata.

## Vanjske poveznice
- Kulturološka povijest Sarmata (J. Harmatta, Mađarska)
- Drevne kulture na prostorima Rusije (Sergei V. Rjabchikov)